# Граф де Сальтес
Граф де Сальтес — испанский дворянский титул. Он бы создан 12 января 1612 года королем Испании Филиппом III для Родриго де Сильвы и Мендосы (? — 1614), сына Алонсо Переса де Гусмана, 7-го герцога де Медина-Сидония, и его супруги, Анны де Сильвы и Мендосы, дочери герцога де Пастрана.
Название графского титула происходит от названия острова Сальтес, расположенного в эстуарии Риа-де-Уэльва, провинция Уэльва, автономное сообщество Андалусия.
Вилла Уэльва и остров Сальтес стали собственностью дома Медина-Сидония, в качестве приданого Марии де ла Серды и Сармьенто (? — 1468), сеньоры де Уэльва и острова Сальтеc, дочери 3-го графа де Мединасели, которая в 1457 году вступила в брак с Хуаном Алонсо Пересом де Гусманом и Суаресом де Фигероа (1410—1468), 1-м герцогом Медина-Сидония. Вскоре дом Мединасели потребовал вернуть виллу Уэльва. Дом Медина-Сидония отказался это сделать, поэтому около 1466 года возникла длительная конфронтация между этими двумя аристократическими домами. В 1509 году спор был завершен, дом Медина-Сидония выплатил дому Мединасели 10 000 000 мараведи в качестве компенсации за Уэльву и Сальтес.

## Графы де Сальтес
- Родриго де Сильва и Мендоса (? — 1614), 1-й граф де Сальтес. Сын Алонсо Переса де Гусмана (1550—1615), 7-го герцога де Медина-Сидония, и Анны де Сильвы и Мендосы.
  - Супруга — Брианда де Суньига Гусман Сотомайор и Суньига, 6-я маркиза де Аямонте, дочь Франсиско де Суньиги Гусмана Сотомайора и Кордовы, 4-го маркиза де Аямонте, и Анны Фелисы де Суньиги и Сармьенто. Ему наследовал их сын:

- Алонсо де Гусман (? — ?), 2-й граф де Сальтес. Ему наследовала его сестра:

- Анна Мария де Гусман и Сильва (? — ?), 3-я графиня де Сальтес
  - Супруг — Антонио Педро Санчо Давила и Осорио (? — 1689), 4-й маркиз де Велада, вице-король Неаполя, сын Антонио Санчо Давилы и де Толедо, 3-го маркиза де Велада, и Констансы Осорио.

- Хуан Алонсо де Гусман и Фуэнтес (? — 1695), 4-й граф де Сальтес, 3-й маркиз де Фуэнтес. Сын Хуана Клароса де Гусмана и Сильвы и Беатрис (Франсиски) де Фуэнтес Гусман и Луго, 2-й маркизы де Фуэнтес и сеньоры де Тальхара.
  - Супруга — Тереза Пиментель, дочь Хуана Франсиско Алонсо Пиментеля и Понсе де Леона, 7-го герцога де Бенавенте, и Менсии де Суньиги и Рекесенс.
  - Супруга — Хосефа Мария Тереза Велес де Гевара, дочь Бельтрана Велеса де Гевары и Гевары, 1-го маркиза де Кампо-Реаль, и Каталины Велес Ладрон де Гевары и Манрике де ла Серды, 9-й графини де Оньяте.

- Мельчор де Гусман Осорио Давила Манрике де Суньига (? — 1710), 5-й граф де Сальтес, 12-я маркиз де Асторга, 6-й маркиз де Велада. Сын Мануэля Луиса де Гусмана, 4-го маркиза де Вильяманрике, и Анны Давилы и Осорио (? — 1692), 5-й маркизы де Велада, 3-й маркизы де Сан-Роман и 11-й маркизы де Асторга.
  - Супруга — Анна Антония Базилия де ла Серда и Арагон (1662—1679), дочь Хуана Франсиско де ла Серды Энрикеса де Риберы, 8-го герцога де Мединасели, и Каталины Антонии де Арагон и Сандоваль, 9-й герцогини де Сегорбе.
  - Супруга — Мария Анна Фернандес де Кордова (1660—1711), дочь Луиса Фернандеса де Кордовы и Энрикеса де Риберы, 4-го герцога де Ферия, и Марианны Фернандес де Кордовы Кардоны и Арагон. Ему наследовала его дочь от второго брака:

- Анна Николаса де Гусман Осорио Давила и Манрике де Суньига (? — 1762), 6-я графиня де Сальтес, 4-я герцогиня де Атриско, 5-я герцогиня де Медина-де-лас-Торрес, 13-я маркиза де Асторга.
  - Супруг — Антонио Гаспар де Москосо Осорио и Арагон (1685—1725), 9-й граф де Альтамира, сын Луиса де Москосо Осорио Месия де Гусман Мендосы и Рохаса, 8-го графа де Альтамира, и Марии Анхелы де Арагон и Бенавидес. Ей наследовал их старший сын:

- Вентура Антонио Осорио де Москосо и Гусман Давила и Арагон (1707—1746), 7-й граф де Сальтес, 5-й герцог де Атриско, 6-й герцог де Медина-де-лас-Торрес, 10-й граф де Альтамира.
  - Супруга — Буэнавентура Франсиска Фернандес де Кордова Фольк де Кардона Рекесенс и де Арагон (1712—1768), 11-я герцогиня де Сесса, 11-я герцогиня де Терранова, 11-я герцогиня де Сантанджело, 10-я герцогиня де Андриа, 9-я герцогиня де Баэна, 15-я графиня де Кабра, 16-я графиня де Паламос, 10-я графиня де Оливето, 16-я графиня де Тривенто, 25-я баронесса де Бельпуч, 10-я баронесса де Калонже, баронесса де Линьола и 15-я виконтесса де Иснахар. Ему наследовал их сын:

- Вентура Осорио де Москосо и Фернандес де Кордова (1731—1776), 8-й граф де Сальтес.
  - Супруга — Мария де ла Консепсьон де Гусман и Фернандес де Кордова (1730—1776), дочь Хосе де Гусмана и Гевары, 6-го маркиза де Монтеалегре, 6-го маркиза де Кинтан-дель-Марко, графа де Кастронуэво, графа де лос Аркос, 12-го графа де Оньяте, графа де Вильямедьяна, маркиза де Кампо-Реаль, маркиза де Гевары, и Марии Феличе Фернандес де Кордовы и Спинолы, дочери Николаса Марии Фернандеса де Кордовы и Фигероа, 10-го герцога де Мединасели и 9-го маркиза де Прьего. Ему наследовал их сын:

- Висенте Хоакин Осорио де Москосо-и-Гусман (1756—1816), 9-й граф де Сальтес
  - Супруга — Мария Игнасия Альварес де Толедо и Гонзага Караччоло (1757—1795), дочь Антонио Марии Хосе Альвареса де Толедо и Переса де Гусмана, 10-го маркиза де Вильяфранка и де лос Велес, и Марии Антонии Доротеи Синфоросы Гонзага и Караччоло.
  - Супруга — Мария Магдалена Фернандес де Кордова и Понсе де Леон (1780—1830), дочь Хоакина Фернандеса де Кордовы, 3-го маркиза де ла Пуэбла-де-лос-Инфантес, и Бригиды Магдалены Понсе де Леон и Давилы. Ему наследовал его сын от первого брака:

- Висенте Исабель Осорио де Москосо-и-Альварес де Толедо (1777—1837), 10-й граф де Сальтес.
  - Супруга — Мария дель Кармен Понсе де Леон и Карвахаль (1780—1813), 9-я маркиза де Кастромонте, 5-я герцогиня де Монтемар, 9-я графиня де Гарсиэс, дочь Антонио Марии Понс де Леона Давилы и Каррильо де Альборноса, 4-го герцога де Монтемар, 8-го маркиза де Кастромонте, 5-го графа де Валермосо, 4-го графа де Гарсиэс, и Марии дель Буэн Консехо Карвахаль и Гонзага, дочери Мануэля Бернардино де Карвахаля и Суньиги, 6-го герцога де Абрантес, 5-го герцога де Линарес. Ему наследовал их сын:

- Висенте Пио Осорио де Москосо-и-Понсе де Леон (1801—1864), 11-й граф де Сальтес.
  - Супруга — Мария Луиза де Карвахаль и де Керальт (1804—1843), дочь Хосе Мигеля де Карвахаля Варгаса и Манрике де Лара, 2-го герцога де Сан-Карлос, вице-короля Наварры, и Марии Эулалии де Керальт и Сильвы.

- Мария Эулалия Осорио де Москосо и Лопес де Ансо (1890—1976), 12-я графиня де Сальтес, 16-я герцогиня де Сома. Младшая дочь Альфонсо Осорио де Москосо и Осорио де Москосо (1875—1901), 15-го герцога де Сома, и Марии Изабель Лопес Ансо и Хименес де Эмбун, 3-й баронессы де ла Ойоса, внучка Фернандо Осорио де Москосо и Фернандеса де Кордовы (1815—1867) и Марии Эулалии Осорио де Москосо и Карвахаль (1834—1892), 10-й герцогини де Медина-де-лас-Торрес, правнучка Висенте Пион Осорио де Москосо, 11-го графа де Сальтес.
  - Супруг — Виктор Телесфоро Руис де Бусеста и Крузат, сын Хоакина Пуиса де де Бусесты и Очагавия и Марии Росарио Крузат и Очагавия. Ей наследовал их единственный сын:

- Хосе Мария Руис де Бусеста и Осорио де Москосо, 13-й граф де Сальтес, 23-й граф де Паламос, 13-й герцог Медина-де-лас-Торрес, 17-й герцог де Сома, 13-й маркиз де Монастерио, барон де ла Ойоса.